# Blacc Hollywood
Blacc Hollywood – piąty studyjny album amerykańskiego rapera Wiza Khalify, którego premiera odbyła się 18 sierpnia 2014 roku. Wydawnictwo ukazało się nakładem wytwórni Rostrum Records w kooperacji z Atlantic Records. Producentami wykonawczymi płyty byli Cameron Jibril Thomaz oraz Will Dzombak. Wśród gości pojawili się między innymi Nicki Minaj, Rick Ross, Ty Dolla Sign, Juicy J czy Nas i Snoop Dogg w wersji rozszerzonej albumu.
Album zadebiutował na 1. miejscu listy sprzedaży Billboard 200, sprzedając się w ilości 90 453 egzemplarzy w Stanach Zjednoczonych. W drugim tygodniu, tytuł spadł na 6. pozycję, sprzedając się w ilości 30 000 sztuk. W następnym tygodniu płyta spadła o cztery pozycje w dół, na 10. miejsce, uzyskując 19 700 kopii. Do grudnia 2014 roku, w USA sprzedano ponad 215 000 egzemplarzy. W Kanadzie album zadebiutował na szczycie listy sprzedaży Canadian Albums Chart, sprzedając się w ilości 5 300 sztuk.

## Lista utworów
| Nr  | Tytuł utworu                                     | Autorzy                                                                   | Muzyka                                  | Długość |
| --- | ------------------------------------------------ | ------------------------------------------------------------------------- | --------------------------------------- | ------- |
| 1.  | „Hope (gośc. Ty Dolla Sign)”                     | Cameron Thomaz, Ned Cameron, Tyrone Griffin, Eric Dan, J. Kulosek         | Ned Cameron, I.D. Labs                  | 5:24    |
| 2.  | „We Dem Boyz”                                    | Thomaz, Noel Fisher                                                       | Detail                                  | 3:44    |
| 3.  | „Promises”                                       | Thomaz, Issac de Boni, James Scheffer, Rico Love, M. Mule                 | Jim Jonsin                              | 3:30    |
| 4.  | „KK (gośc. Project Pat & Juicy J)”               | Thomaz, Jordan Houston, Patrick Houston, Scheffer, M. Mule, Niko Marzouca | Jim Jonsin, Finatik N Zac, Micah J Foxx | 4:09    |
| 5.  | „House in the Hills (gośc. Currensy)”            | Thomaz, Shante Franklin, Kevin Allen, Dan, Kulosek, Edward Murray         | I.D. Labs, Sledgren                     | 4:52    |
| 6.  | „Ass Drop”                                       | Thomaz, Issac de Boni, M. Mule, Scheffer                                  | Finatik N Zac                           | 2:46    |
| 7.  | „Raw”                                            | Thomaz, Murray                                                            | Sledgren, RMB Justize                   | 3:37    |
| 8.  | „Stayin Out All Night”                           | Thomaz, Lukasz Gottwald, Nick Ruth, Henry Walter                          | Dr. Luke                                | 4:17    |
| 9.  | „The Sleaze”                                     | Thomaz, Jeremy McArthur, David "Versis" DaRosa                            | Arthur McArthur, David Versis           | 4:25    |
| 10. | „So High (gośc. Ghost Loft)”                     | Thomaz, Mikkel S. Eriksen, Tor Erik Hermansen, Danny Choi                 | Stargate, Ghost Loft                    | 4:09    |
| 11. | „Still Down (gośc. Chevy Woods & Ty Dolla Sign)” | Thomaz, Griffin, Kevin Woods, Dan, Kulosek                                | I.D. Labs                               | 4:16    |
| 12. | „No Gain”                                        | Thomaz, Dan, Kulosek                                                      | I.D. Labs                               | 4:19    |
| 13. | „True Colors (gośc. Nicki Minaj)”                | Thomaz, Onika Maraj, Rasool Diaz, Luca Polizzi, Brian Soko                | Kane Beatz, JMike, The Order, Polizzi   | 4:15    |
|     |                                                  |                                                                           |                                         | 53:43   |

| Edycja rozszerzona | Edycja rozszerzona                                         | Edycja rozszerzona                                             | Edycja rozszerzona             | Edycja rozszerzona |
| Nr                 | Tytuł utworu                                               | Autorzy                                                        | Muzyka                         | Długość            |
| ------------------ | ---------------------------------------------------------- | -------------------------------------------------------------- | ------------------------------ | ------------------ |
| 1.                 | „We Dem Boyz (Remix) (gośc. Rick Ross, Schoolboy Q & Nas)” | Thomaz, Fisher                                                 | RMB Justize, Sledgren, Ricky P | 5:19               |
| 2.                 | „You and Your Friends (gośc. Snoop Dogg & Ty Dolla Sign)”  | Thomaz, Griffin, Robin Weisse, Dijon McFarlane, Calvin Broadus | DJ Mustard                     | 3:08               |

## Certyfikaty i sprzedaż
| Kraj                     | Certyfikat      | Sprzedaż   |
| ------------------------ | --------------- | ---------- |
| Dania (IFPI Danmark)     | złota płyta     | 10 000+    |
| Kanada (MC)              | złota płyta     | 40 000+    |
| Stany Zjednoczone (RIAA) | platynowa płyta | 1 000 000+ |